# Jayantha Jayasuriya
Jayantha Chandrasiri Jayasuriya, PC ( em cingalês:  ජයන්ත චන්ද්‍රසිරි ජයසූරිය  </link> ) é um advogado que foi 47.º Presidente do Supremo Tribunal do Sri Lanka entre 2019 e 2024. Jayasuriya foi aprovado pelo Conselho Constitucional em 26 de abril de 2019 e empossado três dias depois, em 29 de abril, sucedendo ao Chefe de Justiça Nalin Perera .    Antes, ele atuou como 45º Procurador-Geral do Sri Lanka .  Durante sua atividade como procurador-geral, Jayasuriya apoiou a demissão do primeiro-ministro pelo presidente do Sri Lanka, o que foi rejeitado pelo Supremo Tribunal.  Antes de ser nomeado Presidente do Supremo Tribunal, Jayasuriya solicitou, de forma polémica, a prorrogação do mandato do Presidente Sirisena. Supremo Tribunal rejeitou esse pedido. 
Jayasuriya prestou juramento como advogado do Supremo Tribunal do Sri Lanka em 1982. Entrou para o Departamento do Procurador-Geral como Conselheiro de Estado e ocupou os cargos de Conselheiro de Estado Sênior, Procurador-Geral Adjunto, Procurador-Geral Adicional e Procurador-Geral Adicional Sênior antes de ser nomeado Procurador-Geral. Jayasuriya estudou no Maliyadeva College . 